# Vercelli megye
Vercelli megye (olaszul: Provincia di Vercelli, piemontiul: Provincia ëd Vërsèj) Piemont régió egyik megyéje.
Északon Verbano-Cusio-Ossola megyével és Svájccal, keleten Novara megyével és Lombardiával (Pavia megye),délen Alessandria megyével, nyugaton Torino megyével, Biella megyével és Valle d'Aostával határos.

## Földrajza

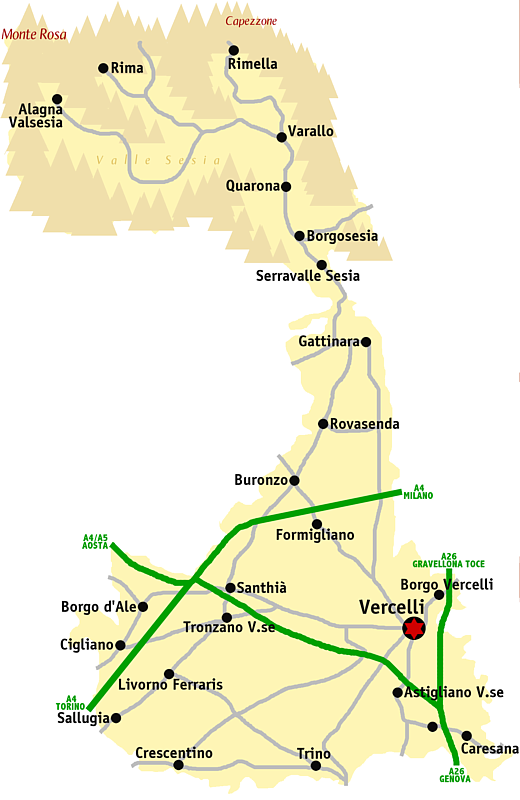
Vercelli megye

Vercelli megye három nagyobb földrajzi egységre osztható:a Le Grange, azaz a hatalmas kiterjedésű rizsföldek vidéke; a Baraggia, és a Valsesia A Le Grange területén, a Pó  folyó közelében, Trino községben található Olaszország egyik volt nukleáris központja,amelyet az 1987-es népszavazás óta nem használnak.

### Legfontosabb községek
| Hely | Kép | Község           | Lakosság (ab) |
| ---- | --- | ---------------- | ------------- |
| 1°   |     | Vercelli         | 47 080        |
| 2°   |     | Borgosesia       | 13 473        |
| 3°   |     | Santhià          | 9 130         |
| 4°   |     | Gattinara        | 8 610         |
| 5°   |     | Crescentino      | 8 124         |
| 6°   |     | Trino            | 7 806         |
| 7°   |     | Varallo          | 7 545         |
| 8°   |     | Serravalle Sesia | 5 031         |

## Közlekedése
A megyét két autópálya szeli keresztül: az  A4 Milánó-Torino és az A26 Voltri-Sempione.

### Vasútvonalai
- a Torino-Milánó-vasútvonal,amely áthalad Vercellin és Santhiàn;
- a  Vercelli-Mortara, amely a Milánó-Torino vonalból ágazik el;
- a  Vercelli-Casale;
- a  Santhià-Biella;
- a  Santhià-Arona;
- a  Novara-Varallo, amely Borgosesianál lép be a megyébe és Varallonál ér véget

## Fordítás
- Ez a szócikk részben vagy egészben  a   Provincia di Vercelli című olasz Wikipédia-szócikk fordításán alapul.  Az eredeti cikk szerkesztőit annak laptörténete sorolja fel. Ez a jelzés csupán a megfogalmazás eredetét és a szerzői jogokat jelzi, nem szolgál a cikkben szereplő információk forrásmegjelöléseként.